# Barbourula
Genre
Barbourula est un genre d'amphibiens de la famille des Bombinatoridae.

## Répartition
Les deux espèces de ce genre se rencontrent aux Philippines et à Bornéo.

## Liste des espèces
Selon Amphibian Species of the World (11 juin 2017) :
- Barbourula busuangensis Taylor & Noble, 1924
- Barbourula kalimantanensis Iskandar, 1978

## Étymologie
Ce genre est nommé en l'honneur de Thomas Barbour.

## Publication originale
- Taylor & Noble, « A new genus of discoglossid frogs from the Philippine Islands », American Museum Novitates, no 121,‎ 1924, p. 1-4 (lire en ligne [PDF])